# Coppa del Re 1995 (pallacanestro maschile)
La Coppa del Re 1995 è stata la 59ª Coppa del Re di pallacanestro maschile.

## Regolamento
Le prime quattro squadre classificate in campionato nella stagione 1993–94 (FC Barcelona, Real Madrid, Joventut Badalona e Estudiantes) si sono qualificate direttamente alle Final Eight, che verranno disputate durante la stagione 1994–95.
Le altre quattro squadre sono state determinate grazie ad un torneo chiamato Liga de la Copa (in italiano Lega della Coppa) che venne disputato ad aprile e maggio del 1994, con le squadre eliminate dai play-offs della stagione 1993–94. Le squadre eliminate agli ottavi vengono divise in due gruppi. Le prime due squadre di ogni gruppo si sono poi scontrate ognuna con una squadre eliminata nei quarti di finale per guadagnarsi un posto alle Final Eight.
Siccome l'OAR Ferrol fu sciolto prima dell'inizio della stagione 1994–95, il suo posto fu assegnato alla vincente di una serie alla meglio delle 3 gare tra il Cáceres Club Baloncesto e l'Amway Zaragoza.

## Lega della Coppa

### Fase a gironi

#### Gruppo A
|    | Squadra         | G | V | P | PF  | PS  | SD  |
| -- | --------------- | - | - | - | --- | --- | --- |
| 1. | Elmar León      | 6 | 5 | 1 | 551 | 523 |     |
| 2. | Festina Andorra | 6 | 3 | 3 | 508 | 492 | +14 |
| 3. | Dyc Breogán     | 6 | 3 | 3 | 517 | 527 | -14 |
| 4. | Pamesa Valencia | 6 | 1 | 5 | 544 | 578 |     |

#### Gruppo B
|    | Squadra          | G | V | P | PF  | PS  | SD  |
| -- | ---------------- | - | - | - | --- | --- | --- |
| 1. | Taugrés Baskonia | 6 | 4 | 2 | 501 | 452 |     |
| 2. | OAR Ferrol       | 6 | 3 | 3 | 450 | 425 | +22 |
| 3. | Natwest Zaragoza | 6 | 3 | 3 | 451 | 505 | -22 |
| 4. | Unicaja Polti    | 6 | 2 | 4 | 484 | 504 |     |

### Playoffs
| Squadra 1 | Totale | Squadra 2      | Gara 1  | Gara 2   | Gara 3  |
| --------- | ------ | -------------- | ------- | -------- | ------- |
| Siviglia  | 0 - 2  | Andorra        | 96 - 99 | 85 - 101 |         |
| Manresa   | 1 - 2  | Saski Baskonia | 94 - 83 | 77 - 80  | 78 - 82 |
| Ourense   | 0 - 2  | León           | 74 - 82 | 81 - 84  |         |
| Cáceres   | 1 - 2  | OAR Ferrol     | 73 - 69 | 63 - 65  | 80 - 83 |

## Ripescaggio
| Squadra 1 | Totale | Squadra 2      | Gara 1  | Gara 2  | Gara 3  |
| --------- | ------ | -------------- | ------- | ------- | ------- |
| Cáceres   | 1 - 2  | C.B. Saragozza | 85 - 89 | 97 - 90 | 91 - 98 |

## Tabellone
|  | Quarti di finale  | Quarti di finale |                |             | Semifinali                | Semifinali                |  |  | Finale | Finale |
|  |                   |                  |                |             |                           |                           |  |  |        |        |
|  | 2 marzo           |                  |                |             |                           |                           |  |  |        |        |
|  |                   |                  |                |             |                           |                           |  |  |        |        |
|  | Real Madrid       | 88               |                |             |                           |                           |  |  |        |        |
|  | Real Madrid       | 88               | 4 marzo        |             |                           |                           |  |  |        |        |
|  | León              | 74               |                |             |                           |                           |  |  |        |        |
|  | León              | 74               | Real Madrid    | 79          |                           |                           |  |  |        |        |
|  | 2 marzo           |                  | Real Madrid    | 79          |                           |                           |  |  |        |        |
|  |                   | Saski Baskonia   | 86             |             |                           |                           |  |  |        |        |
|  | Joventut Badalona | Saski Baskonia   | 86             | 89          |                           |                           |  |  |        |        |
|  | Joventut Badalona |                  | 5 marzo        | 89          |                           |                           |  |  |        |        |
|  | Saski Baskonia    | 96               |                |             |                           |                           |  |  |        |        |
|  | Saski Baskonia    | 96               | Saski Baskonia | 88          |                           |                           |  |  |        |        |
|  | 3 marzo           |                  | Saski Baskonia | 88          |                           |                           |  |  |        |        |
|  |                   | C.B. Saragozza   | 80             |             |                           |                           |  |  |        |        |
|  | Barcellona        | C.B. Saragozza   | 80             | 61          |                           |                           |  |  |        |        |
|  | Barcellona        | 4 marzo          |                | 61          |                           |                           |  |  |        |        |
|  | C.B. Saragozza    | 66               |                |             |                           |                           |  |  |        |        |
|  | C.B. Saragozza    | 66               | C.B. Saragozza | 84          | Finale per il terzo posto | Finale per il terzo posto |  |  |        |        |
|  | 3 marzo           |                  | C.B. Saragozza | 84          | Finale per il terzo posto | Finale per il terzo posto |  |  |        |        |
|  |                   | Estudiantes      | 75             |             |                           |                           |  |  |        |        |
|  | Estudiantes       | Estudiantes      | 75             | 87          | Real Madrid               | 66                        |  |  |        |        |
|  | Estudiantes       |                  |                | 87          | Real Madrid               | 66                        |  |  |        |        |
|  | Andorra           | 86               |                | Estudiantes | 76                        |                           |  |  |        |        |
|  | Andorra           | 86               |                |             | 76                        |                           |  |  |        |        |
|  |                   |                  |                |             |                           |                           |  |  |        |        |
|  |                   |                  |                |             |                           |                           |  |  |        |        |

## Finale
| Arbitri: | Francisco Javier Fajardo Manuel Guillén |

|             |            |                     |
| Green 20    | Punti      | 20 Bannister        |
| Laso 7      | Assist     | 5 Turner            |
| Green 13    | Rimbalzi   | 5 Bannister, Murcia |
| Manel Comas | Allenatori | Alfred Julbe        |